# René Dagron
Prudent René-Patrice Dagron (Aillières-Beauvoir, 17 de março de 1819 – Paris, 13 de junho de 1900) foi um fotógrafo e escritor francês, inventor de diversos aparelhos para microfotografia ou microfilme.

## Biografia
Como estudante de química Dagron ficou interessado nos daguerreótipos quando o processo de produção dos mesmos foi anunciado em 19 de agosto de 1839. Depois de se graduar, Dagron estabeleceu um estúdio fotográfico em Paris. Aí ele se familiarizou com o processo do colódio úmido, inventado por Frederick Scott Archer em 1851, ao qual ele logo adaptaria as suas técnicas micro gráficas, estabelecendo um rendoso negócio de bijuterias com microfilmes incrustados.
Em 21 de junho de 1859, Dagron recebeu a primeira patente no mundo para um produto referente à microfilmagem: um visor portátil para microfilme.
Publicou em 1864 Tratado de fotografia microscópica (o primeiro livro no mundo sobre microfilme) e em 1871 La poste par pigeons voyageurs ("O correio pelos pombos-correio").